# Chiesa di San Giovanni Battista (Asso)
La chiesa prepositurale di San Giovanni Battista è la parrocchiale di Asso, in provincia di Como ed arcidiocesi di Milano; fa parte del decanato di Asso.

## Storia
Nonostante numerosi studiosi facciano risalire l'edificazione di una primitiva chiesa al VII-VIII secolo, la prima citazione della pieve di Asso, allora dedicata a san Giovanni Evangelista, risale al 1018. L'attuale dedicazione deriva probabilmente da uno scambio con quella dell'adiacente battistero plebano, successivamente trasformato in quella che oggi è la chiesa del Santo Crocefisso.
Nel Liber Notitiae Sanctorum Mediolani, redatto da Goffredo da Bussero, si legge che la pieve di Asso aveva alle sue dipendenze le chiese di San Giovanni Battista, San Protaso, Santa Valeria a Caglio, Sant'Apollinare a Maisano di Valbrona, San Salvatore a Magreglio, San Michele a Megna di Visino, Sant'Alessandro a Lasnigo, San Damiano a Rezzago, San Nazaro a Mudronno di Sormano e Santi Giovanni e Paolo a Scarenna.
Nel 1359 il capitolo di Asso risultava formato da quattro canonici, saliti successivamente a dodici, come annotò l'arcivescovo Gabriele Sforza il 17 luglio 1455, e poi scesi a dieci, come attestato dal Liber seminarii del 1564, e ritornati quattro nel 1592. Sempre nel XVI secolo fu istituito il vicariato di Asso, che ricalcavava i confini della pieve foraniale e che aveva come chiesa madre la prepositurale di San Giovanni Battista; la nuova circoscrizione andò a comprendere anche le parrocchie di Barni, Caglio, Magreglio, Lasnigo, Onno, Rezzago, Sormano, Valbrona e Visino.
All'inizio del XVII secolo l'antica pieve medievale era ridotta in cattive condizioni e non era più sufficiente a soddisfare le esigenze della popolazione e, così, nel 1634 si deliberò di demolirla assieme ad alcune delle case adiacenti per far sorgere al suo posto la nuova parrocchiale; il progetto dell'erigenda chiesa fu affidato all'ingegner Rusconi e nel 1641 vennero ne vennero gettate le fondamenta. La chiesa fu completata nel 1675, anche se la facciata, iniziata nel 1667, rimaneva ancora incompiuta; la consacrazione fu impartita il 31 maggio 1752 dall'arcivescovo di Milano Giuseppe Pozzobonelli. Nello stesso anno risultava che il clero a servizio della cura d'anime fosse composto dal previsto era tre canonici, che nella chiesa avevano sede la confraternita del Santissimo Sacramento e il consorzio del Santissimo Rosario e che la parrocchiale aveva come filiali gli oratori della Beata Vergine Maria dell’Aiuto, di San Giuseppe, di Santa Marta, della Beata Vergine Maria degli Angioli a Scarenno, di San Giovanni Evangelista, dei Santi Giovanni e Paolo e della Beata Vergine Maria in località Pagnano.
Nel 1933 si assistette alla realizzazione di alcune decorazioni degli spazi interni della chiesa.
La facciata fu completata nel 1962 seguendo il progetto originale; nel 1972 il vicariato di Asso fu trasformato nell'omonimo decanato, avente anch'esso a capo la prepositurale di San Giovanni Battista.
La chiesa venne restaurata nel 2018.

## Descrizione

### Interni
Opere di pregio conservate all'interno della chiesa, che è a un'unica navata, sono un dipinto seicentesco di autore ignoto che ha come soggetto il Battesimo di Gesù, la pala cinquecentesca realizzata da Giulio Cesare Campi e oggi posta sull'altare laterale dell'Annunciazione, l'affresco della Fuga in Egitto della Sacra Famiglia, eseguito tra il 1874 e il 1875 da Raffaele Casnedi, due dipinti a olio novecenteschi di Fausto Codenotti raffiguranti Santa Margherita e San Vincenzo de' Paolo, la tela settecentesca che rappresenta San Giuseppe con il Bambino e la pala di Santa Marta, santa Maddalena e san Lazzaro che liberano la città di Tarascona dal drago, realizzata probabilmente da Carlo Francesco Nuvolone.
Il pulpito in legno scolpito e dorato, opera di Fedele Pirovano, è datato 1685. Allo stesso secolo risalgono l'altare maggiore e un ciborio, anch'essi realizzati in legno dorato.